# Горщик

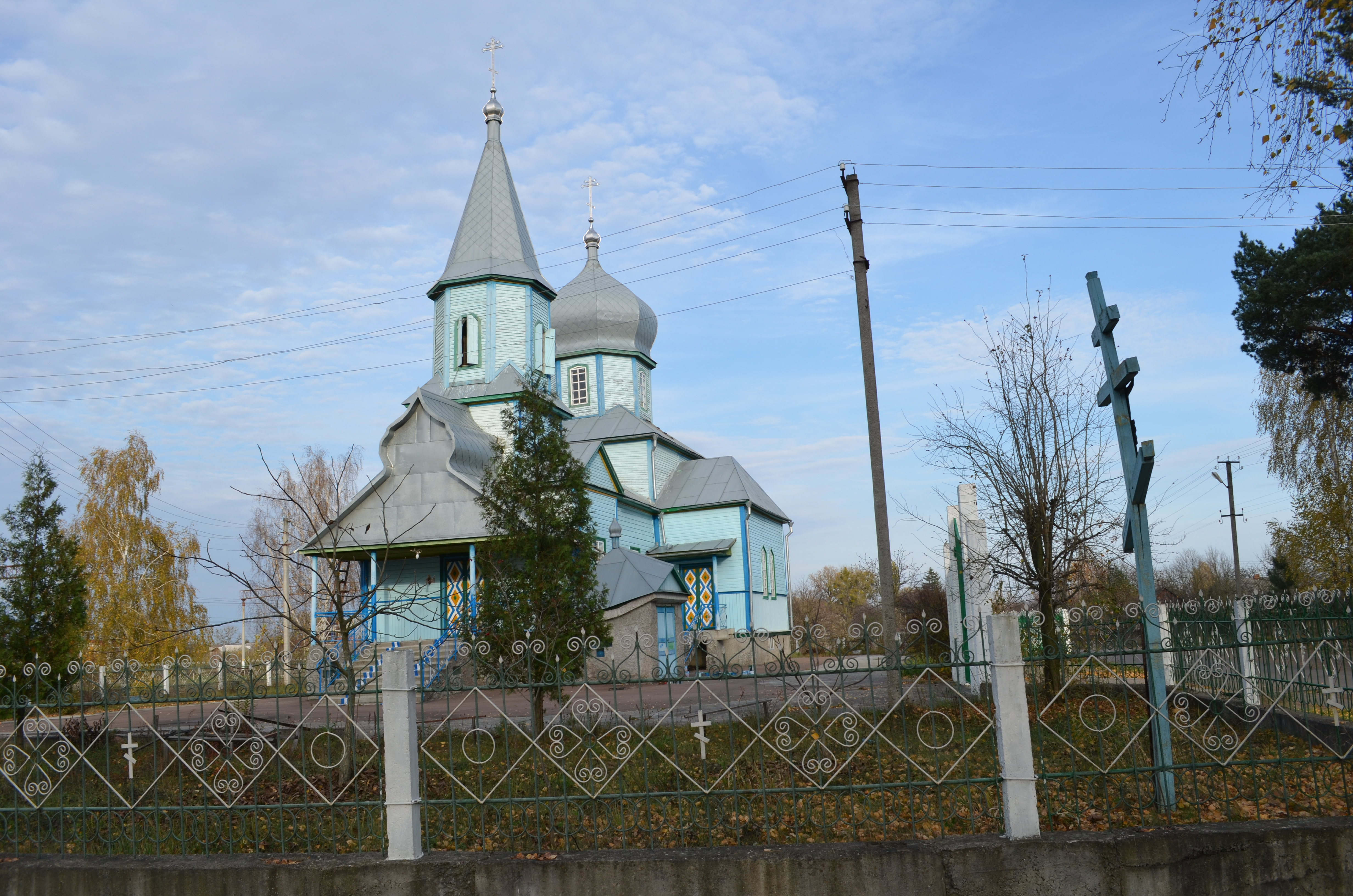
Церковь в селе

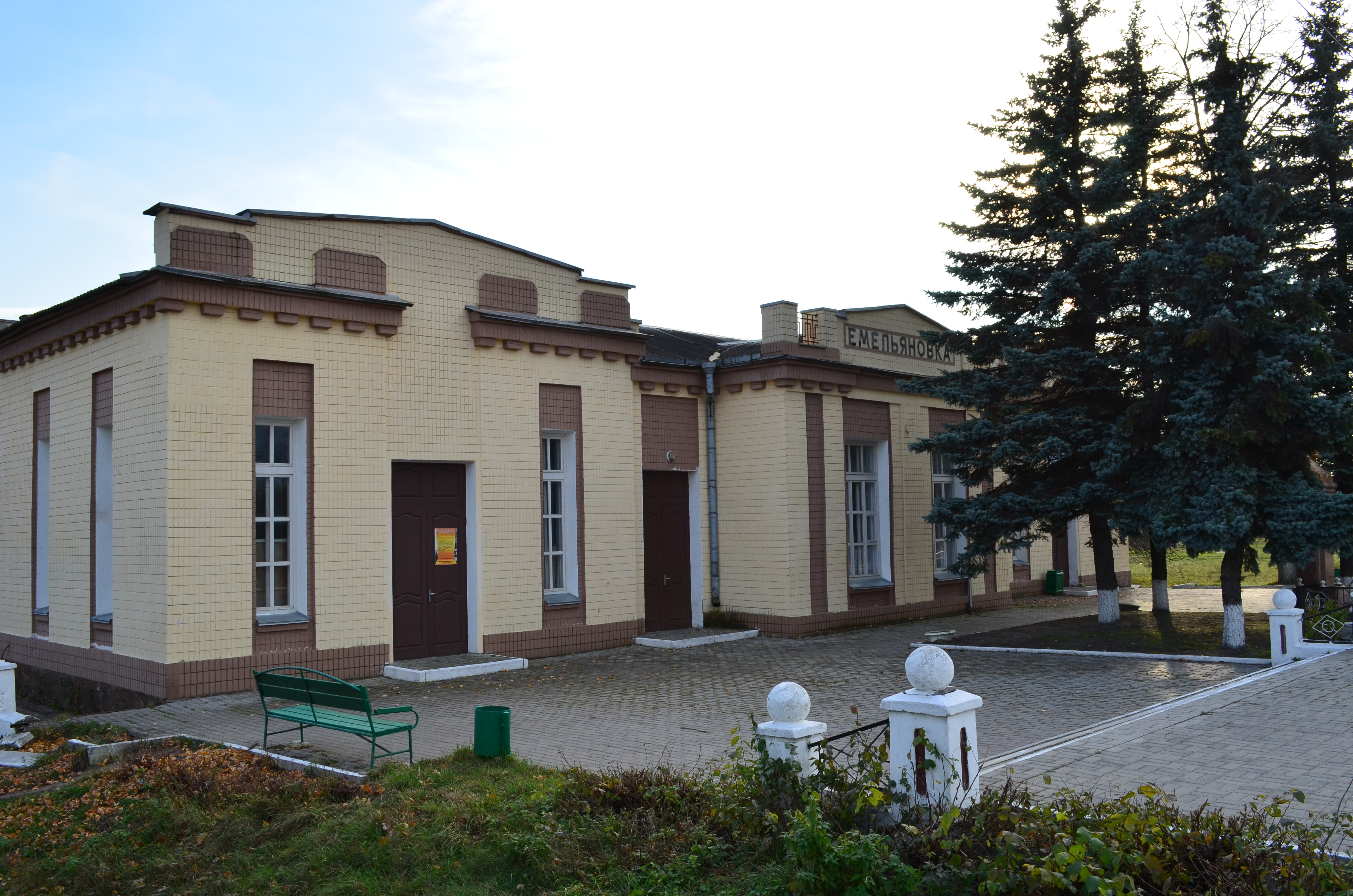
Станция Емельяновка

Го́рщик (укр. Горщик) — Украинское село, основано в 1703 году, находится в Коростенском районе Житомирской области.
В селе находится железнодорожная станция Емельяновка, на линии Коростень — Новоград-Волынcкий.
Код КОАТУУ — 1822381201. Население по переписи 2016 года составляет 2121 человек. Почтовый индекс — 11560. Телефонный код — 4142. Занимает площадь 3,602 км².

## Адрес местного совета
11560, Житомирская область, Коростенский р-н, с.Горщик, ул.Центральная, 31